# Gaita de boto

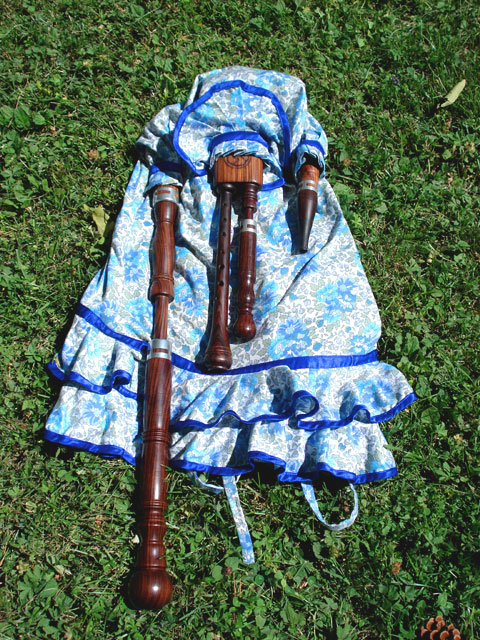
Gaita de boto

La gaita de boto è un tipo di cornamusa spagnola, della regione d'Aragona.
Il suo uso e la sua costruzione era quasi estinto negli anni '70 del XX secolo, quando incominciò un revival della musica tradizionale.
Oggi, invece esistono vari costruttori di gaita, e diverse scuole e associazioni di suonatori di gaita e più di una dozzina di gruppi musicali tradizionali aragonesi contemplano questo strumento nel loro repertorio.

## Composizione
La gaita è composta da:
- una sacca (boto) per l'aria
- un cannello (soplador) per riempire la sacca d'aria con la bocca
- uno chanter  (clarín) per suonare la melodia
- un bordone di basso (bordón) per produtte note basse
- un bordone tenore (bordoneta) per produrre una nota costante un ottavo più alta del bordone